# Grutas de Juxtlahuaca

Grutas de Juxtlahuaca em relação a outros sítios arqueológicos do pré-clássico.

As grutas de Juxtlahuaca localizam-se no estado mexicano de Guerrero. Trata-se de um sítio arqueológico que alberga pinturas rupestres relacionadas com a iconografia olmeca. Em conjunto com a gruta de Oxtotitlán, situada também no estado de Guerrero, as grutas de Juxtlahuaca constituem um dos mais antigos exemplares de actividade pictórica sofisticada conhecidos na Mesoamérica até ao momento e também o único exemplo mesoamericano de pintura rupestre em cavernas profundas que não se encontra na área maia. As grutas de Juxtlahuaca localizam-se várias centenas de quilómetros para sudoeste da área nuclear olmeca.

## As grutas

Esboço da Pintura 1 das grutas de Juxtlahuaca

As grutas de Juxtlahuaca situam-se 52 km a sudeste de Chilpancingo de los Bravo (capital de Guerrero), numa área declarada como parque natural. O sistema de grutas tem um comprimento aproximado de 5 km. Trata-se de um destino bastante popular entre os espeleólogos mexicanos. O local encontra-se aberto ao público, mas só pode ser acedido com o acompanhamento de um guia.
As pinturas que tornaram este sítio famoso encontram-se a uma profundidade estimada de 1 km a partir da superfície. O acesso à galeria é difícil, podendo ser necessárias duas horas para aí chegar. Algumas secções dos acessos que conduzem ao sítio encontram-se parcialmente inundadas devido à infiltração de água.

## As pinturas

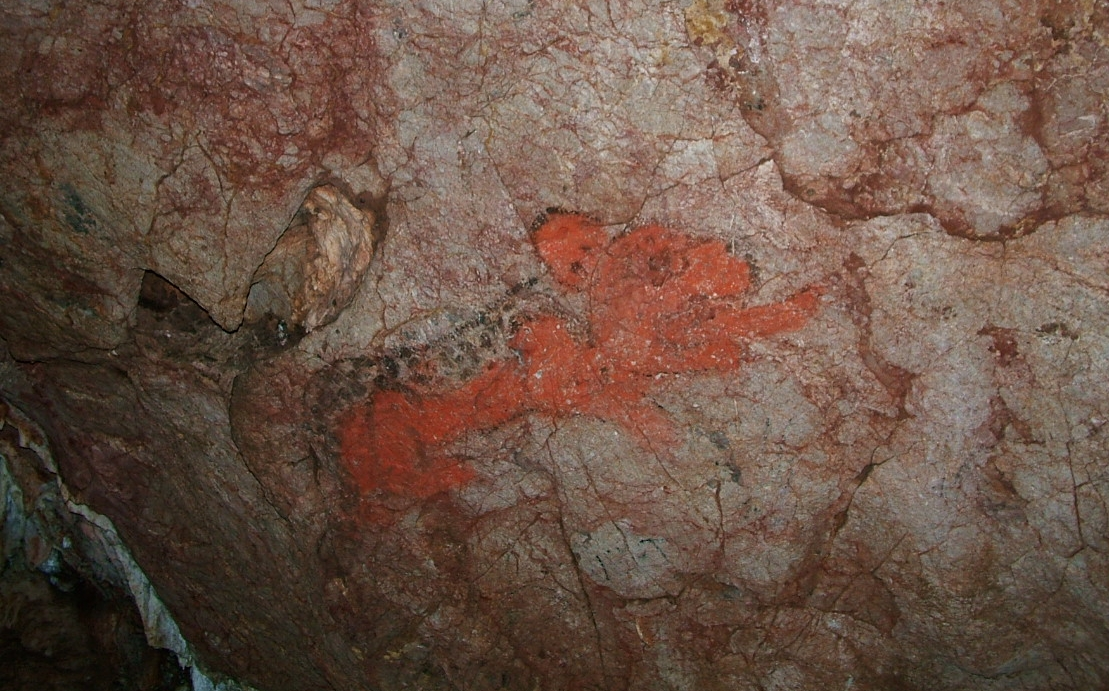
O jaguar vermelho

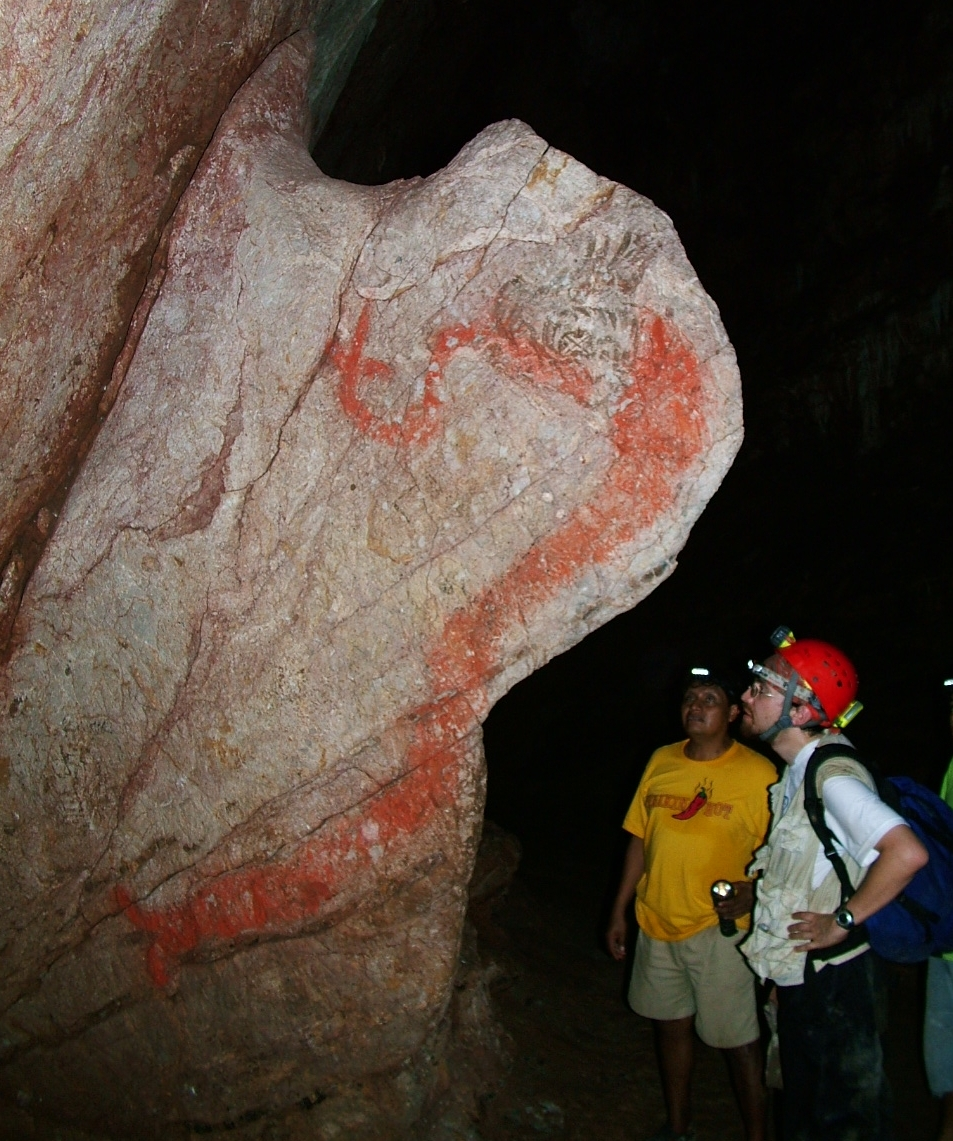
A serpente emplumada

A mais conhecida das pinturas de Juxtlahuaca é a pintura 1. Representa um homem com uma grande capa negra e um toucado elaborado. Os seus braços e pernas encontram-se cobertos por uma pele de jaguar, sendo possível observar que atrás dele pende a cauda do animal. O personagem brande um tridente em direcção a uma figura muito mais pequena que se encontra aninhada e que porta um objecto que se assemelha a uma serpente.
Esta cena tem uma altura de 2 metros, e é um dos poucos exemplos de representações iconográficas de dominação de um homem sobre outro que se conhecem da cultura olmeca.. Alguns investigadores consideram que a pintura 1 de Juxtlahuaca representa uma cena de sacrifício humano.
Em Juxtlahuaca encontra-se também a representação de uma serpente com plumas verdes, próxima de um jaguar vermelho com orelhas e olhos grandes que lhe dão uma aparência jovial. Este desenho, interpretado como sendo um cenário cerimonial, foi descoberto numa estalagmite.
As primeiras referências às grutas remontam à década de 1920. Em 1958 o governo do estado de Guerrero ordenou uma primeira exploração das galerias que ficou a cargo de Andrés Ortega Casarrubias. No entanto, as primeiras investigações profissionais feitas em Juxtlahuaca realizaram-se na década de 1960, a cargo de Gillett Griffin da Universidade de Princeton e Carlo T. E. Gay, um empresário italiano. Michael D. Coe calculou que as pinturas podiam ser datadas como pertencendo ao período pré-clássico médio (1200-900 a.C.).
As grutas de Juxtlahuaca não se encontram associadas a nenhum povoado, pelo menos até onde se conseguiu apurar dos estudos arqueológicos. A localização do sítio coloca questões de difícil resposta , especialmente no que toca ao papel desempenhado por este e outros sítios de Guerrero no desenvolvimento da cultura olmeca. Por muito tempo, pensou-se que os olmecas haviam sido um grupo étnico que habitou apenas a região olmeca, mas à medida que se avançou com o conhecimento da história mesoamericana, alguns autores propuseram que aquilo que designamos de cultura olmeca não é fruto de um só povo, mas dos vários grupos mesoamericanos dessa época. As grutas são um elemento importante em muitas obras iconográficas do estilo olmeca, encontradas em vários locais da Mesoamérica. Vários altares de La Venta (área do golfo do México) contêm representações de personagens que emergem de cavernas. O mesmo ocorre com o mais conhecido dos monumentos de Chalcatzingo, (vale de Morelos, a norte de Guerrero).